# 6MT
6MT – typ dwuosiowego, wąskotorowego, silnikowego wagonu tramwajowego, zmontowanego w warsztatach tramwajowych w Bratysławie w roku 1949, a następnie produkowanego w zakładach w Studénce i Českiej Lípie w latach 1952–1953. Ogółem wyprodukowano 75 sztuk, które dostarczone zostały do Bratysławy oraz sieci tramwajowych położonych na północy Czech. Najdłużej tramwaje typu 6MT kursowały w Bratysławie, gdzie ostatnie wagony wycofano z ruchu liniowego w 1974 r.
Do dziś zachował się jedynie wagon nr 117 z Jabłońca nad Nysą (wyprodukowany w 1953 r.), który po remoncie można spotkać podczas przejazdów okolicznościowych na ulicach Liberca.

## Opis
Dwuosiowy wagon o rozstawie wózków wynoszącym 1000 mm wyposażono w hamulce elektrodynamiczne, ręczne oraz awaryjne elektromagnetyczne.
Wyposażenie elektryczne pierwszych 15 wagonów wyprodukowano w zakładach elektrotechnicznych w Bratysławie jeszcze podczas II wojny światowej; w wagonach powstałych w latach 1952–1953 zamontowano z kolei wyposażenie firmy Škoda Plzeň.

## Dostawy
| Państwo  | Miasto             | Miejsce produkcji | Lata dostaw | Liczba szt. | Numery taborowe | Uwagi                                                  |
| -------- | ------------------ | ----------------- | ----------- | ----------- | --------------- | ------------------------------------------------------ |
| Czechy   | Jabłoniec nad Nysą | Česká Lípa        | 1953        | 9           | 112–120         |                                                        |
| Czechy   | Liberec            | Česká Lípa        | 1953        | 6           | 41–46           |                                                        |
| Czechy   | Most i Litvínov    | Česká Lípa        | 1952        | 10          | 31–40           |                                                        |
| Czechy   | Cieplice           | Česká Lípa        | 1953        | 5           | 51–55           |                                                        |
| Czechy   | Uście nad Łabą     | Česká Lípa        | 1952–1953   | 20          | 99–118          |                                                        |
| Słowacja | Bratysława         | warsztaty własne  | 1949        | 15          | 51–65           | wagony otrzymały inny rodzaj wyposażenia elektrycznego |
| Słowacja | Bratysława         | Studénka          | 1952        | 10          | 66–75           |                                                        |
| Słowacja | Bratysława         | warsztaty własne  | 1953        | 4           | 7–10            | pudła wagonów 6MT zamontowane na starszych podwoziach  |